# NGC 6506
NGC 6506 est possiblement un amas ouvert situé dans la constellation du Sagittaire. Il a été découvert par l'astronome britannique John Herschel en 1834.
La base de données NASA/IPAC indique que la nature de NGC 6506 est incertaine. De plus, aucune donnée n'est disponible sur le site Webda consacré aux amas ouverts et la base de données Simbad ne reconnait pas la requête NGC 6506. Pour terminer, NGC 6506 n'est pas reconnu par le logiciel Stellarium. 
Selon la classification des amas ouverts de Robert Trumpler, cet amas renferme moins de 50 étoiles (lettre p) dont la concentration est moyennement faible (III) et dont les magnitudes se répartissent sur un intervalle moyen (le chiffre 2).